# Karin Smirnoff (född 1964)
Karin Margareta Smirnoff, född Larsson 24 september 1964 i Umeå, är en svensk företagare och författare. Hon är känd för trilogin om Jana Kippo samt för flera böcker i Millennium-serien.

## Biografi

### Bakgrund och karriär i stort

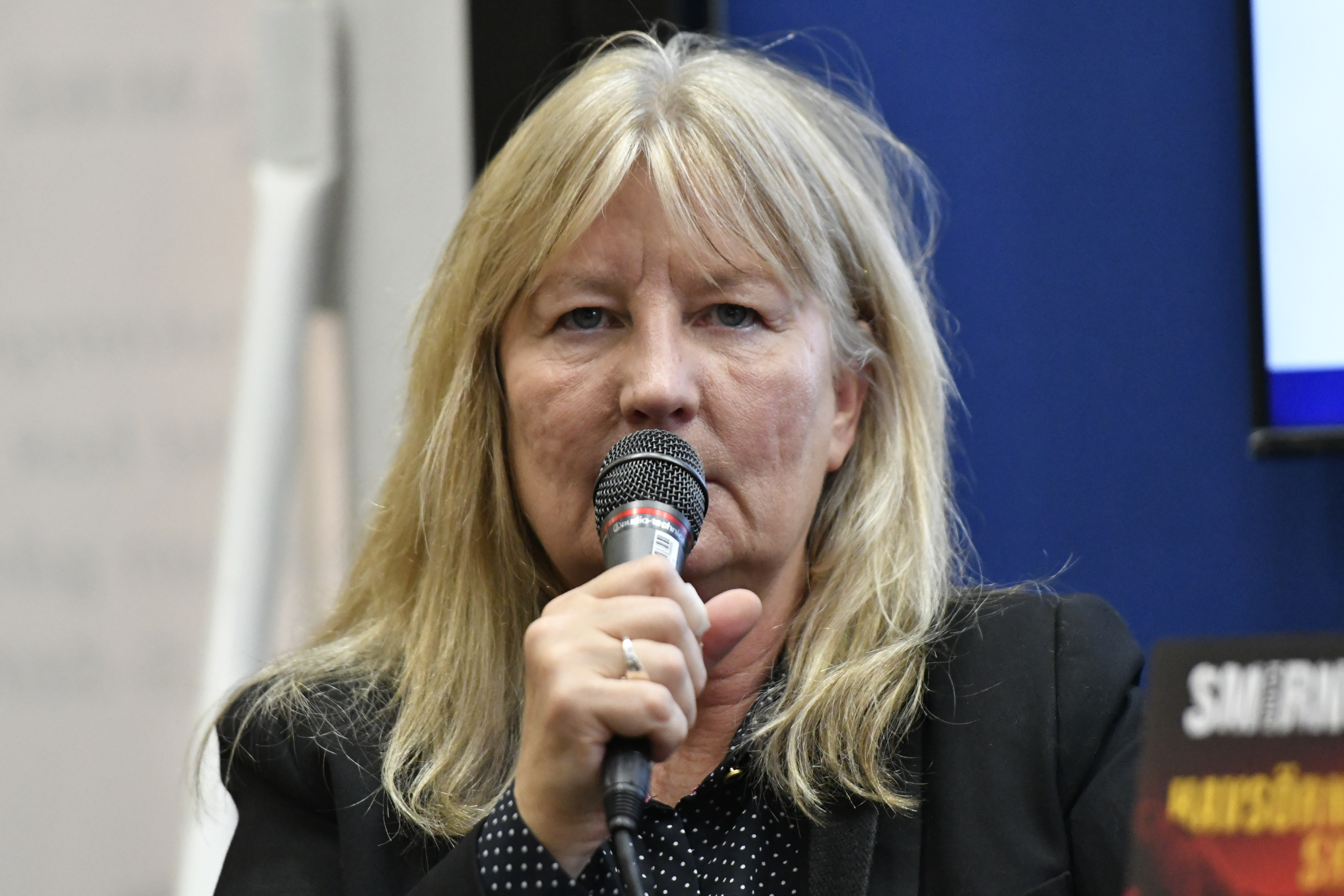
Karin Smirnoff på bokmässan i Göteborg 2024.

Smirnoff föddes i Umeå men flyttade som liten till Stockholmsområdet. Där bodde hon i Södertälje, Tullinge, Huddinge och olika förorter, innan hon i 20-årsåldern återvände till Västerbotten. Hon har sedan dess bott ett årtionde i Skåne och några år i Paris; 2021 bodde hon i Hertsånger och Stockholm.
Hon har bland annat arbetat som egenföretagare med gatukök i Hammenhög 2003–2005 och som journalist åren 2003–2012. Hon har även arbetat inom hemtjänsten. Smirnoff driver sedan 2013 Componenta Wood AB i Piteå.
Smirnoff utbildade sig i början av 1990-talet vid Kulturama till fotograf, kompletterade med kurser i redigering och arbetade därefter som journalist och marknadsförare. Åren 1994–1995 läste hon skapande svenska vid Umeå universitet.
Efternamnet Smirnoff kommer från äktenskapet med en fransman som har rysk påbrå.

### Författarskap
Smirnoff vidareutbildade sig i litterär gestaltning vid Lunds universitet 2017–2019.

#### Janakippo
Karin Smirnoff debuterade 2018 med romanen Jag for ner till bror. Den nominerades till Augustpriset 2018 och är den första boken i en romantrilogi. Boken utsågs också till bästa roman 2018 av Svenska Bokhandelsmedhjälpare-föreningen (BMF). Den andra delen Vi for upp med mor kom ut i april 2019. Den tredje och avslutande delen Sen for jag hem utkom i april 2020.
Böckerna är författade på ett egenartat språk, vilket bland annat påverkar personnamn. Grunden i skrivandet var annars Smirnoffs nyfikenhet i att utforska hur våld fungerar i samhället, liksom relationen mellan mor och barn, konst och kreativa krafter.
Bokrättigheterna till trilogin har sålts till ett tiotal länder. Detta inkluderar Storbritannien, Tyskland, Italien, Norge, Danmark, Finland och Nederländerna. 2024 satte Teater Västernorrland upp Jag for ner till bror som teaterpjäs. 2025 planeras Jag for ner till bror även ha premiär som TV-serie, en serie som började planeras 2020.

#### Millennium
2021 meddelades att Smirnoff skulle få ta över "stafettpinnen" i skrivandet av Millennium-serien. Närmast efterträdde hon då David Lagercrantz, som mellan 2015 och 2019 författat tre volymer i serien.
2022 utgavs Smirnoffs första bok i serien – Havsörnens skrik. Hösten 2024 kom fortsättningen Lokattens klor. I den första av böckerna flyttade hon handlingen till Norrland, en miljö som den i norra Sverige bosatta Smirnoff är väl bekant med.

### Andra aktiviteter
Den 23 juli 2020 var hon värd för Sommar i P1.

## Priser och utmärkelser
- 2018 – Svenska bokhandelsmedhjälparföreningens pris
- 2019 – Piteå kommuns kulturpris
- 2020 – Ilona Kohrtz stipendium av Svenska Akademien,[16]
- 2020 – Ove Allanssonsällskapets stipendium[17]
- 2020 – Storytel Awards stora ljudbokspris tillsammans med Lo Kauppi
- 2020 – Stig Sjödin-priset[18]
- 2020 – Studieförbundet Vuxenskolans pris[19]
- 2020 – Svenska Dagbladets litteraturpris[20]
- 2020 – Året författare, Tidningen Vision
- 2021 – Ivar Lo-priset
- 2021 – Sveriges Radios novellpris
- 2023 – Piratenpriset[21]